# UNTCOK
Временная комиссия ООН по Корее (UNTCOK) —  комиссия ООН, организованная для наблюдения за выборами в Южной Корее в мае 1948 года. Изначально в комиссию входили представители из девяти стран, в то время как Австралия, Канада и Сирия не поддерживали планы США провести отдельные выборы в Южной Корее. Против разделения Кореи выступали также корейские политические деятели Ким Гу и Ким Гюсик.
В Северной Корее, контролируемой Советским Союзом, комиссия не была признана, поскольку считалось, что она нарушает Московские соглашения 1945 года. Также утверждалось, что комиссия нарушает статьи 32 и 107 Устава ООН. Статья 32 требует, чтобы были проведены консультации с обеими сторонами конфликта, но представители из Северной и Южной Кореи не были приглашены для выступления в ООН. Кроме того, статья 107 отказывает ООН в юрисдикции по вопросам послевоенного урегулирования.